# 青竹湖路
青竹湖路（含新港路）位于湖南省长沙市城北开福区境内，为城北连接长沙主城区和长沙县星沙、北山的主通道。公路西起长沙新港（霞凝新港），东至中青路，全长约6公里，芙蓉路以东路幅宽46米，双向6车道。青竹湖路属长沙青竹湖生态科技（产业）园基础配套工程，始建于2000年代中期，之后经历多次拓展，达到现规模。